# 丽江风毛菊
丽江风毛菊（学名：Saussurea likiangensis）是菊科风毛菊属的植物，是中国的特有植物。分布于中国大陆的四川、陕西、西藏、云南等地，生长于海拔3,800米至5,100米的地区，多生长在云杉林缘、高山草地和灌丛下，目前尚未由人工引种栽培。

## 异名
- Saussurea likiangensis Franch.